# Хаулиоды

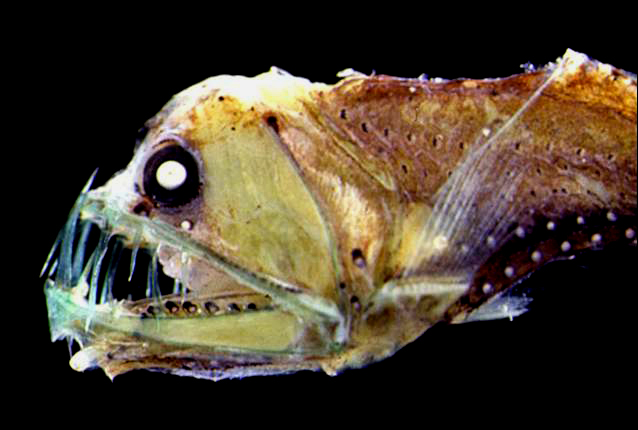
Голова обыкновенного хаулиода

Хаулиоды[ударение?] (лат. Chauliodus, от др.-греч. χαυλιόδους «с выдающимися клыками») — род глубоководных (батипелагических) рыб из семейства стомиевых (Stomiidae).
Наиболее распространён обыкновенный хаулиод (Chauliodus sloani), встречающийся практически повсеместно в умеренной и тропической зонах трёх океанов, от 63° с. ш. до 50° ю.ш, а также на западе Средиземного моря. Ещё два вида живут в Тихом океане, один — в Индийском и два — в Атлантическом.
Хаулиоды невелики, длиной до 35 см, но имеют настолько своеобразный и страшный вид, что их изображения часто используют для иллюстрации облика глубоководных хищников. У них довольно длинное тело, сжатое с боков и покрытое пятью рядами крупных шестиугольных чешуй. Окраска чёрная с синим, зелёным или серебристым отливом. Первый луч спинного плавника вытянут в длинную тонкую нить, снабжённую фотофором; с его помощью хаулиоды, подобно глубоководным удильщикам, подманивают добычу к пасти. Пасть вооружена огромными зубами, выступающими изо рта. На голове и по телу также разбросаны органы свечения (фотофоры), которые хаулиоды, подобно другим глубоководным рыбам, используют для коммуникации с сородичами, в частности для распознавания «своих».
Хаулиоды встречаются от приповерхностных слоев до глубины более 4000 м, но наиболее часто — в промежутке 500—1000 м. Наряду с другими мелкими глубоководными рыбами, они входят в состав т. н. звукорассеивающих слоев (концентрация морских организмов в них так велика, что они регистрируются эхолотом как «ложное дно») и совершают в течение суток значительные вертикальные миграции — ночью поднимаясь к поверхности океана за пищей, днем опускаясь на глубину.
Хаулиоды — хищники, способные заглатывать довольно крупных (до 63 % длины самого хаулиода) рыб и ракообразных. При захвате пищи голова у хаулиодов откидывается вверх и назад, благодаря уникально гибкому сочленению их черепа с позвоночником, а нижняя челюсть выдвигается вперед и вниз, при этом угол между ней и верхней челюстью достигает 100—110°. Сердце и отходящие от него крупные кровеносные сосуды, наоборот, смещаются назад, максимально удаляясь от кормового объекта, чтобы он не мог их травмировать. С помощью зубов жертва крепко удерживается в пасти и при закрытии челюстей проталкивается ими в пищевод, в передней части которого имеется несколько изогнутых шипиков. Длинный, мешкообразный желудок хаулиодов свободно вмещает даже крупную добычу, что позволяет этим рыбам спокойно дожидаться следующей удачной охоты. Едят хаулиоды примерно раз в 12 дней.
В свою очередь хаулиодов поедают золотые макрели (Coryphaena hippurus), мерлузовые, некоторые дельфины и акулы. Тёмный окрас и недостаток света на больших глубинах — по сути, единственная защита этих некрупных рыб от хищников.

## Классификация
В состав рода включают 9 современных и несколько вымерших видов:
- Chauliodus barbatus Garman, 1899 — Усатый хаулиод
- Chauliodus danae Regan & Trewavas, 1929 — Хаулиод «Даны»
- Chauliodus dentatus Garman, 1899
- Chauliodus macouni Bean, 1890 — Тихоокеанский хаулиод
- Chauliodus minimus Parin & Novikova, 1974
- Chauliodus pammelas Alcock, 1892
- Chauliodus schmidti Ege, 1948
- Chauliodus sloani Bloch & Schneider, 1801 — Обыкновенный хаулиод, или рыба-ехидна, или хаулиод Слона
- Chauliodus vasnetzovi Novikova, 1972
- † Chauliodus eximus (Jordan, 1925)
- † Chauliodus testa Nazarkin, 2014[4]